# The Timber Store

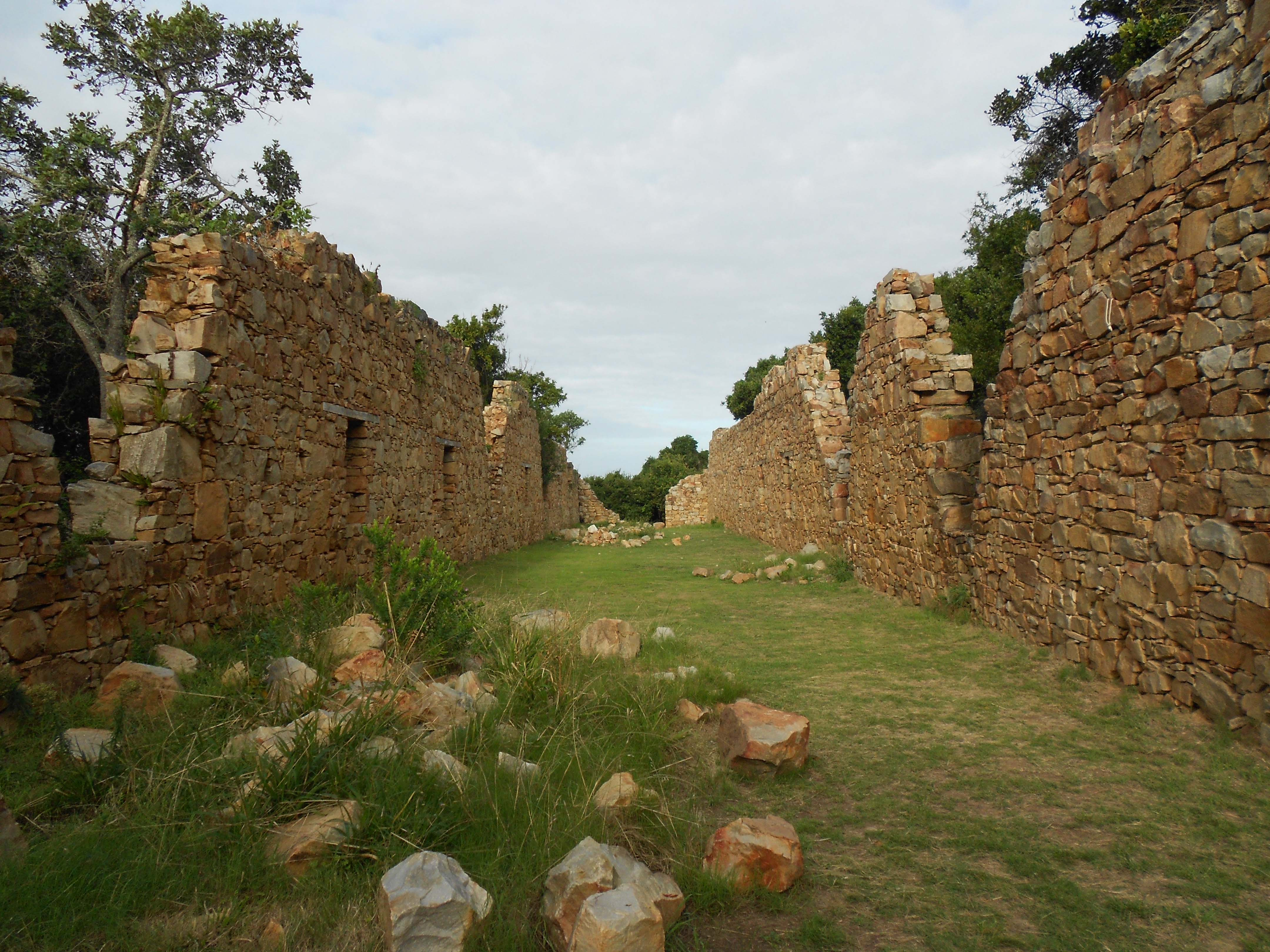
Blick in den Innenbereich der Ruine

The Timber Store, auch The Timber Shed, ist ein ehemaliges Holzlager in der südafrikanischen Stadt Plettenberg Bay. Der aus Bruchsteinen errichtete Bau diente der Niederländischen Ostindien-Kompanie (VOC) ab 1788 als Umschlagplatz für den Holzeinschlag in den Wäldern um Plettenberg Bay. Das Lager bestand bis 1795, ist heute nur noch als Ruine erhalten und seit 1936 ein Nationaldenkmal.

## Geschichte
Bereits 1778 empfahl der Gouverneur der niederländischen Kapkolonie, Baron Joachim van Plettenberg, die waldreichen Gebiete um Plettenberg Bay für den Holzexport zu nutzen. Erst sein Nachfolger van Graaff setzte diese Pläne um.
Die Niederländische Ostindien-Kompanie beauftragte im Dezember 1786 den in der Kapkolonie ansässigen Johann Jacob Jerling für eine Summe von 15.000 Gulden mit dem Bau eines großen Holzlagers oberhalb des Strandes. Schließlich wurde im August 1788 mit dem Schiff De Meermin unter Kapitän François Duminy die erste Ladung Holz verschifft.
Das Bauwerk hat eine Größe von 61 m in der Länge und 6,7 m in der Breite. Die Außenwände sind bis 61 cm stark.